# Rhuacophila
Rhuacophila, monotipski rod jednosupnica iz porodice čepljezovki. Jedina vrsta je R. javanica, nanofanerofit iz zapadnog Pacifika, Sumatre, Jave, Nove Gvineje, Bornea, Filipina
Rod je opisan 1827.

## Sinonimi
- Eustrephus celebicus (Blume) D.Dietr.
- Dianella austrocaledonica Seem.
- Dianella celebica (Blume) Kunth
- Dianella javanica (Blume) Kunth
- Rhuacophila celebica Blume